# Frommershausen
Frommershausen ist ein Ortsteil der Gemeinde Vellmar im Landkreis Kassel in Hessen. Der Ort liegt sechs Kilometer nordwestlich von Kassel in Nordhessen. Im Westen verläuft die Bundesstraße 7 und im Ort treffen sich die Landesstraßen 3234 und 3386.

## Geschichte
Erstmals urkundlich erwähnt wird das Dorf im Jahre 1107, als der Edle Kunimund die Schenkung des Dorfes Frumehereshusun an die Abtei Hersfeld vollzog. In erhaltenen Urkunden späterer Jahre wurde Frommershausen unter den folgenden Namen erwähnt (in Klammern das Jahr der Erwähnung): Drumershusen (1196), Fromershusen (um 1200) und Vrumershusen (1296).
In Frommershausen gibt es eine Grundschule, eine städtische Kindertagesstätte, eine Mehrzweckhalle und eine Grillhütte, die angemietet werden kann und für 50–60 Personen geeignet ist.
Die evangelische Kirche Frommershausen stammt aus dem 12. Jahrhundert, ihre Orgel von Johann Stephan Heeren aus dem Jahr 1769.